# Bpost bank trofee 2014-2015
De bpost bank trofee 2014-2015 was het 28e seizoen van dit regelmatigheidscriterium in het veldrijden. De wedstrijdserie begon op 12 oktober met de GP Mario De Clercq in Ronse en eindigde op 7 februari met de Krawatencross in Lille. Het was de derde editie die gesponsord werd door bpost bank; het evenement stond eerder bekend als de Gazet van Antwerpen Trofee. 
Sven Nys was titelverdediger van dit klassement op tijdsverschillen, maar werd opgevolgd door zijn ruim achttien jaar jongere landgenoot Wout van Aert, die bovendien ook vijf van de acht manches won. Ellen Van Loy won het klassement bij de vrouwen.

## Mannen elite

### Kalender en podia
| Datum      | Locatie                      | Cat. | Eerste               | Tweede               | Derde             |
| ---------- | ---------------------------- | ---- | -------------------- | -------------------- | ----------------- |
| 12/10/2014 | Ronse - GP Mario De Clercq   | C1   | Sven Nys             | Mathieu van der Poel | Klaas Vantornout  |
| 01/11/2014 | Oudenaarde - Koppenbergcross | C1   | Wout van Aert        | Sven Nys             | Kevin Pauwels     |
| 30/11/2014 | Hamme - Flandriencross       | C1   | Wout van Aert        | Mathieu van der Poel | Philipp Walsleben |
| 06/12/2014 | Hasselt - GP van Hasselt     | C1   | Kevin Pauwels        | Wout van Aert        | Tom Meeusen       |
| 20/12/2014 | Essen - GP Rouwmoer          | C1   | Wout van Aert        | Tom Meeusen          | Rob Peeters       |
| 30/12/2014 | Loenhout - Azencross         | C1   | Wout van Aert        | Mathieu van der Poel | Tom Meeusen       |
| 01/01/2015 | Baal - GP Sven Nys           | C1   | Wout van Aert        | Lars van der Haar    | Kevin Pauwels     |
| 07/02/2015 | Lille - Krawatencross        | C1   | Mathieu van der Poel | Wout van Aert        | Sven Nys          |

### Eindklassement
| Plaats | Naam                 | Ploeg                                      | Tijd     |
| ------ | -------------------- | ------------------------------------------ | -------- |
| Goud   | Wout van Aert        | Vastgoedservice-Golden Palace Cycling Team | 8u20'33" |
| Zilver | Kevin Pauwels        | Sunweb-Napoleon Games                      | +6'17"   |
| Brons  | Sven Nys             | Crelan-AA Drink                            | +7'14"   |
| 4      | Tom Meeusen          | Telenet-Fidea                              | +7'53"   |
| 5      | Lars van der Haar    | Team Giant-Alpecin                         | +12'12"  |
| 6      | Rob Peeters          | Vastgoedservice-Golden Palace Cycling Team | +17'26"  |
| 7      | Sven Vanthourenhout  | Crelan-AA Drink                            | +17'55"  |
| 8      | Joeri Adams          | Vastgoedservice-Golden Palace Cycling Team | +18'14"  |
| 9      | Philipp Walsleben    | BKCP-Powerplus                             | +20'14"  |
| 10     | Mathieu van der Poel | BKCP-Powerplus                             | +20'18"  |

 GP Mario De Clercq · 
 Koppenbergcross · 
 Flandriencross · 
 GP van Hasselt · 
 GP Rouwmoer · 
 Azencross · 
 GP Sven Nys · 
 Krawatencross
Kampioenschappen:  Wereldkampioenschappen · 
 Europese kampioenschappen · 
 Belgische kampioenschappen · 
 Nederlandse kampioenschappen
Klassementen:  Wereldbeker · 
 Superprestige · 
 Bpost bank trofee · 
 EKZ CrossTour · 
 TOI TOI Cup ·
 Coupe de France ·
 National Trophy Series ·
 Giro d'Italia Ciclocross
Overig:  Soudal Classics
1987-1988 · 1988-1989 · 1989-1990 · 1990-1991 · 1991-1992 · 1992-1993 · 1993-1994 · 1994-1995 · 1995-1996 · 1996-1997 · 1997-1998 · 1998-1999 · 1999-2000 · 2000-2001 · 2001-2002 · 2002-2003 · 2003-2004 · 2004-2005 · 2005-2006 · 2006-2007 · 2007-2008 · 2008-2009 · 2009-2010 · 2010-2011 · 2011-2012 · 2012-2013 · 2013-2014 · 2014-2015 · 2015-2016 · 2016-2017 · 2017-2018 · 2018-2019 · 2019-2020 · 2020-2021 · 2021-2022 · 2022-2023 · 2023-2024 · 2024-2025